# Cycas saxatilis
Cycas saxatilis Lindstr & Hill, 2008 è una pianta appartenente alla famiglia delle Cycadaceae endemica delle Filippine.

## Descrizione
È una cicade con fusto eretto o decombente, alto sino a 4 m e con diametro di 20-25 cm.
Le foglie, pennate, lunghe 160–190 cm, di colore verde brillante, sono disposte a corona all'apice del fusto, sorrette da un picciolo spinoso lungo 40–60 cm; ogni foglia è composta da numerose paia di foglioline lanceolate, con margine intero, lunghe mediamente 22-34 cm, inserite sul rachide con un angolo di 50–75°.
È una specie dioica con esemplari maschili che presentano coni fusiformi, lunghi circa 50 cm e larghi 5 cm, di colore dal crema al verde; manca una descrizione degli esemplari femminili.

## Distribuzione e habitat
L'areale di questa specie è ristretto al massiccio calcareo di monte St. Pauls nell'isola di Palawan (Filippine).
Cresce nelle fessure delle pareti calcaree.

## Conservazione
La IUCN Red List classifica C. saxatilis come specie vulnerabile.

La specie è inserita nella Appendice I della Convention on International Trade of Endangered Species (CITES)